# Дворцовый парк (Штутгарт)
Дворцовый парк (нем. Stuttgarter Schlossgarten) — 600 летний парковый ландшафт в Штутгарте. Он начинается в центре города и простирается вдоль течения Незенбахa до Неккара. В рамках проекта Штутгарт 21 запланированы большие видоизменения парка, связанные со строительными работами и добавлением территорий, занятых в данный момент железнодорожными сообщениями.

## Структура парка
Официально парк делится на три части, связанные между собой пешеходными мостами:
- Верхний дворцовый парк (нем. Obere Schlossgarten)
- Средний дворцовый парк (нем. Mittleren Schlossgarten)
- Нижний дворцовый парк (нем. Untere Schlossgarten)